# ونمیسا، شهرستان ولگا
ونمیسا، شهرستان ولگا (به لاتین: Vanamõisa, Valga County) یک روستا در استونی است که در دهستان پودرالا واقع شده‌است.

## خصوصیات
ونمیسا ۲۵ نفر جمعیت دارد.